# 数字视频特技
数字视频特技（英語：Digital Video Effects，简称DVE）是可提供全面的视频图像操纵的一系列视觉效果，在电影中提供光学打印机般的效果。DVE不同于标准的视觉混合器效果（通常称“模拟效果”，提供如擦拭、溶解等效果），它主要处理图像的大小变化、变形和移动。
早期的DVE设备（数字视频特技机）可见于广播後期製作行业，包括Ampex ADO（Ampex Digital Optics）、Quantel DPE-5000, NEC DVE和Abekas A-53D。现代的视频切换器通常内置DVE功能。
DVE在广播电视行业中也被用于現場直播环境，如电视演播室、室外广播。但其主要还是用于影视的后期制作。